# Buckfast Abbey
Buckfast Abbey – opactwo benedyktyńskie we wsi Buckfast, na północ od miasta Buckfastleigh, w hrabstwie Devon, w południowo-zachodniej Anglii. Kompleks klasztorny położony jest nad brzegiem rzeki Dart, na skraju parku narodowego Dartmoor.
Pierwszy klasztor benedyktyński w Buckfast założony został w 1018 roku. W 1136 roku przekazany został zgromadzeniu zakonnemu Savigny, a w 1147 roku przeszedł na własność cystersów. W 1539 roku został rozwiązany, dzieląc los innych klasztorów w kraju, z polecenia króla Henryka VIII. Budynki klasztoru popadły w ruinę. Na początku XIX wieku pozostałości klasztoru zostały rozebrane, a teren przeznaczony pod budowę rezydencji.
W 1882 roku posiadłość sprzedana została grupie francuskich benedyktynów, którzy podjęli się odbudowy klasztoru. Projekt budowli opracował architekt Frederick Walters, bazując na odkopanych fundamentach z XII wieku i wzorując się na innych zachowanych klasztorach z tamtego okresu. Większość prac budowlanych wykonanych zostało przez samych mnichów. Zwieńczeniem projektu była odbudowa kościoła klasztornego, przeprowadzona w latach 1907–1938. Konsekracja kościoła miała miejsce w 1932 roku. Kompleks klasztorny wpisany został w 1951 roku do rejestru zabytków. Kościół i główny budynek opactwa są zabytkami klasy II*.
Ogrody klasztorne otwarte są dla zwiedzających.
Od lat 20. XX wieku na terenie klasztoru produkowane jest wino wzmacniane Buckfast Tonic Wine. Trunek, zawierający znaczną ilość kofeiny, jest przedmiotem kontrowersji w Szkocji, gdzie odnotowano korelację między jego spożyciem a popełnianiem przestępstw z użyciem przemocy.